# Tex Town Tigers
Tex Town Tigers (TTT) is een honk- en softbalvereniging uit Enschede.

## Ontstaan
In de wijk Stadsveld ontstonden in het begin van de jaren zestig van de twintigste eeuw de eerste honkbalactiviteiten in Enschede. Er waren toen twee verenigingen, de Ruimte en de Terriërs. Zij speelden en trainden op het in de wijk gelegen voetbalveld. De Ruimte kwam voort uit de PvdA en de Terriërs uit de Hogere Textielschool. De op dat moment nog kleine verenigingen kregen ondersteuning vanuit het onderwijs, speciaal van het naburige Ichthus College.
In 1968 fuseerden de twee verenigingen tot een vereniging omdat ze elkaar aanvulden doordat de ene vereniging met name jeugd had en de andere vereniging voornamelijk senioren als lid had. De naam van de club kwam voort uit de rijke textielhistorie van de stad en werd Tex Town Tigers. De softbal-afdeling ontstond in 1974. In dat jaar voegde de Enschedese Dames Softbal Club (EDSC) zich bij de Tigers.

## Honkbal
De vereniging groeide gestaag en kende meerdere hoogtepunten. Het eerste heren honkbalteam klom op naar de eerste klasse landelijk. Doorslaggevend hierbij was de winst met 11-0 op 23 augustus 1976 tegen Geldrop. Tex Town Tigers handhaafde zich de jaren daarna en vond aansluiting bij de top van de eerste klasse. Op 3 augustus 1980 werd in een "kampioens double header" PSV twee keer verslagen en promoveerde het team naar de hoofdklasse van het Nederlandse honkbal. Dit jaar zette de vereniging een twijfelachtig record neer, namelijk dat van de enige club die zonder een overwinning een jaar in de hoofdklasse heeft gespeeld. Degradatie was dan ook een feit, maar had verder geen nadelige consequenties voor de vereniging. Het team bleef, en het niveau van de jaren daarvoor in de eerste klasse werd weer opgepikt.
De vereniging handhaafde zich in de jaren tachtig van de twintigste eeuw zonder noemenswaardige problemen in de eerste klasse landelijk en behaalde uiteindelijk een plaats in de nieuw opgerichte overgangsklasse (tussen de eerste en hoofdklasse). Nadat men daar aan het eind van jaren tachtig degradeerde uit die klasse handhaafde men zich weer in de landelijke eerste klasse B. In 1990 werd weer gestreden om het kampioenschap in die klasse maar moest men uiteindelijk de meerdere erkennen in OLA UVV uit Utrecht. Nadat het ook het regionale jeugdteam in 1990 net niet gelukt was om kampioen te worden, uiteindelijk verlies van DUCKS, promoveerde het team in 1991 wel. Het jaar 1991 werd men een interregionaal jeugdteam en speelde men in de landelijke hoofdklasse. Datzelfde jaar werd men meteen kampioen. Dat gebeurde op 27 september in Oosterhout waar Twins de tegenstander was. Er stond in 1991 een echt team dat prima werd geleid door Bertil Haage. Wijlen Jaap Ensink was de teammanager die veel voor de ploeg deed. Eelco Kummer sloeg in de beslissende wedstrijd twee homeruns. Het was overigens niet het eerste kampioenschap van een juniorenploeg. Dat werd behaald in 1978 eveneens in Oosterhout onder leiding van Gerhard ten Hoopen. In Oosterhout hadden Feijenoord en Twins het nakijken.
Het eerste honkbalteam promoveerde in 2004 na twee jaar in de derde klasse naar de tweede klasse. Na klassebehoud in 2005 in 2006 is het eerste honkbalteam gepromoveerd naar de landelijke 1e klasse door als 2e te eindigen. In 2007 kwam het eerste honkbalteam voor het eerst sinds midden van jaren negentig weer uit in in de landelijke 1e klasse. Het seizoen werd afgesloten met een 8e plek.
Tex Town Tigers leverde ook diverse internationals af als Bertil Haage, Erik Haage, Eric Otter, Mark Hardick en Ivo Nekkers waarvan eerstgenoemde de bekendste was.

## Softbal
In de beginperiode waren er bij Tex Town Tigers slechts negen softbalspeelsters. Dit leverde uiteraard de nodige problemen op. Door samenwerking met gymnastiekleraren alsmede door samenwerking met de Almelose vereniging de Uitsmijters bleek het toch mogelijk ieder jaar een volwaardig team te formeren. In 1978 ontstond het eerste jeugdteam van de vereniging, welke de basis was van de eerste successen van de softbal-afdeling van de vereniging.
In de jaren tachtig van de vorige beleefde het softbal bij de vereniging een grote bloei, met als topspeelster onder meer de international Jacqueline Knol maar aan het begin van de jaren negentig kwam er een grote dip. In dat jaar degradeerde de vereniging tot aan de afdeling "hoofdklasse-district". Na enkele jaren kwam echter de ommekeer via kampioenschappen in de districtshoofdklasse en de eerste klasse landelijk. In 1996 kwam de vereniging voor het eerst uit in de landelijke hoofdklasse. Door gebrek aan spelers degradeerde de vereniging na 3 jaar echter weer naar de 2e klasse landelijk. Promotie naar de eerste klasse landelijk volgde echter weer direct in het jaar hierna, en sinds 2004 speelt men weer in de hoofdklasse.
2008 was voor het team een zeer succesvol jaar. Men eindigde als eerste in de reguliere competitie en plaatste zich daarna ten koste van de nummer 4, Twins, voor het eerst voor de Holland Series. In deze Holland Series werd Sparks, de houder van de Europa Cup met 3-1 verslagen (18 oktober 2008 was in Haarlem de grote dag voor Tex Town Tigers verslagen en daarmee werd voor het eerst in de historie van de vereniging, het landskampioenschap behaald. Speelster Britt Vonk werd geselecteerd voor het nationaal team dat op de Olympische Spelen actief was. Britt Vonk was de jongste softbalster van de nationale ploeg.
In 2010 won Tex Town Tigers de Europa Cup I door in de finale DES Caserta uit Italië met 6-3 te verslaan. In 2011 won Tex Town Tigers weer de Europa Cup I door in de finale Sparks Haarlem met 6-0 te verslaan. In 2012 hostte Tex Town Tigers zelf de Europa Cup I en eindigde dat jaar op de 3e plaats.

## Herensoftbal
Het herensoftbal heeft bij TTT een grote bloei gekend. Zo werd er twee seizoenen in de landelijke hoofdklasse gespeeld. Tex Town Tigers werd daarmee de eerste club in Nederland dat teams in alle disciplines, honkbal, herensoftbal en damessoftbal, op het hoogste landelijke niveau heeft gehad. Dennis Nordsiek neemt bij al deze successen een aparte plaats in. Hij speelde en met honkbal en met softbal op het hoogste niveau van Nederland.

## Beeball
In 2008 introduceerde de KNBSB een nieuwe variant van de sport. Het is een voorloper van de honk- en softbalsport en is de vervanger van peanutball. Het spelletje kan al worden gespeeld met vier spelers/speelsters en al vanaf 5 jaar.
Er zijn twee varianten: Rookies en Majors. Bij de eerste variant is het uitgangspunt het slaan vanaf een paaltje met als opvallende verschil met honkbal, drie in plaats van vier honken. De tweede variant lijkt meer op honkbal met over het algemeen de regels van het honk- en softbal.
Bij TTT zijn beide takken van sport ruim vertegenwoordigd. Met elk jaar tussen de 15 en 20 spelers/speelsters per variant, is het een goede voedingsbodem voor de jeugdteams die erna komen. Het aantal jeugdteams is dan ook mede door het schoolbeeball toernooi, sterk gegroeid.

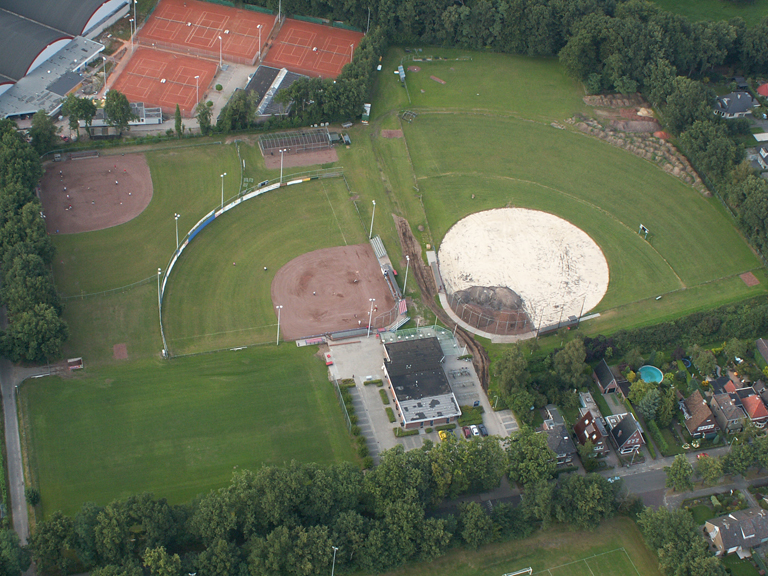
Het terrein van TTT: Cottonfield (vlak na het WK 2007)

## Accommodatie
In 1997 verhuisde TTT van het oude vertrouwde veld aan de Cornelis Troostlaan(waar bebouwing kwam) in Stadsveld-Noord, naar de voormalige hockeyvelden en het clubhuis van DKS, De Kroedkotten, aan de Kotkampweg 119. Hier kreeg TTT de beschikking over drie velden en een ruimer clubhuis. Deze velden werden in 2000 voor het eerst gebruikt voor een officieel internationaal toernooi: het EK voor softbal junioren (dames en heren). In 2007 werd op basis van dit toernooi zelfs het WK voor junioren (dames) aan de vereniging toegewezen en werd de accommodatie, "the Cottonfield", in zeer korte tijd rijp gemaakt voor dit evenement.
Na dit toernooi is men begonnen met het aanpassen van het oorspronkelijke honkbalveld zodat dit voldoet aan de eisen die gesteld zijn aan de klasse waarin het eerste team uitkomt. Daardoor werd ook het peanutstadion verplaatst dat plaats moest maken voor de uitbreiding van het honkbalveld.

## Toernooien

### Mastenbroek Toernooi
TTT organiseert jaarlijks een aantal toernooien. Het eerste toernooi in het seizoen is het internationale Mastenbroektoernooi. Dit toernooi wordt meestal in het eerste weekend van april georganiseerd en voor vele verenigingen waaronder de top van Nederland de afsluiting van het oefenprogramma. Het internationale Mastenbroektoernooi behoort tot de toonaangevende toernooien in Europa. Met name bij de softbaltak komen vele landskampioenen naar Enschede, maar ook bij de honkbaltak zijn steeds meer toppers te bewonderen.
Het toernooi is vernoemd naar Johannes Mastenbroek, grondlegger van de honk- en softbalsport in Enschede, die als directeur Sportzaken van de Gemeente Enschede in de begin jaren zestig namens de gemeente veel heeft betekend voor de ontwikkeling van de honk- en softbalsport.

### Schoolbeeballtoernooi
Jaarlijks organiseert TTT voor alle basisscholen in Enschede, een beebaltoernooi. Deze tak van de honk- en softbalsport is gericht op de jeugd in de leeftijd van 5 tot 8. Het toernooi trekt vaak meer dan 40 teams die verdeeld over 3 voorrondes spelen voor de finaleronde.

### Bedrijventoernooi
Naast de toernooien voor de topteams en aanstormende jeugd, organiseert TTT jaarlijks in juni een toernooi voor bedrijven. Bedrijven die op de een of andere manier betrokken zijn bij de club, kunnen een team samenstellen dat in een afvalrace, strijdt om de beker.